# دمنوکس (دهانه)
دمنوکس یک دهانه برخوردی در ماه‌ است.

## دهانه‌های اقماری
این دهانه ۴ دهانه اقماری دارد.
| Demonax | عرض جغرافیایی | طول جغرافیایی | قطر          |
| ------- | ------------- | ------------- | ------------ |
| A       | ۷۹.۱° S       | ۶۴.۳° E       | ۱۶.۰ کیلومتر |
| C       | ۸۰.۱° S       | ۵۴.۹° E       | ۱۰.۰ کیلومتر |
| B       | ۸۱.۵° S       | ۷۳.۹° E       | ۱۹.۰ کیلومتر |
| E       | ۷۸.۳° S       | ۴۳.۴° E       | ۴۰.۰ کیلومتر |